# キング・アブドゥルアズィーズ軍事基地
キング・アブドゥルアズィーズ軍事基地（キング・アブドゥルアズィーズぐんじきち、阿: قاعدة الملك عبدالعزيز البحرية、英: King Abdulaziz Naval Base）は、サウジアラビア海軍の基地。東部州ジュバイルの南東約7.5キロメートル、ペルシア湾の海岸から約900メートルに位置する。
基地内にはキングファハド海軍士官学校が所在している。

## 概要
1970年代に入り、周辺諸国からの防衛のために国境沿いに三ヶ所の大型軍事基地を建設する計画が決定され、サウジアラビア政府とアメリカの間で建設契約が結ばれた。
基地内は詳細や内部は非公開であるため概要は不明だが、兵士の居住区画や防空システムがあるとされている。